# Internationaler Motor des Jahres
Dieser Artikel wurde auf der  Qualitätssicherungsseite des Portals Auto und Motorrad eingetragen. 
Bitte hilf mit, ihn zu verbessern, und beteilige dich an der Diskussion. (+)
Der International Engine of the Year Award ist ein jährlich stattfindender Wettbewerb, bei dem eine Reihe von Autojournalisten aus aller Welt die besten Motoren in verschiedenen Kategorien prämieren. Er wird von Großbritanniens größten Automobilherstellern seit 1999 veranstaltet und avancierte mittlerweile zu einer renommierten Auszeichnung.
Der Vergabe werden das subjektive Fahrerlebnis und die technische Fachkenntnis der Juroren zugrunde gelegt. Ebenso tragen zum Ergebnis die Wirtschaftlichkeit im Umgang mit dem Brennstoff bei, weiches Ansprechen, die Leistungsabgabe, Geräuschentwicklung und Fahrbarkeit. Jeder Juror kann, in jeder Kategorie, maximal 25 Punkte an seine 5 favorisierten Motoren vergeben. An einen Motor dürfen dabei maximal 15 Punkte vergeben werden. Leistungs- und Verbrauchsdaten basieren auf Herstellerangaben und werden in der Regel bei Zugrundelegung des EU-Fahrzyklus ermittelt.
Der Hersteller BMW erhielt den begehrten Preis mit Abstand am häufigsten.

## Verliehene Preise

### 1999 – 2018
| Jahr | Unter 1 l           | 1,0 – 1,4 l         | 1,4 – 1,8 l                           | 1,8 – 2,0 l           | 2,0 – 2,5 l            | 2,5 – 3,0 l         | 3,0 – 4.0 l              |
| ---- | ------------------- | ------------------- | ------------------------------------- | --------------------- | ---------------------- | ------------------- | ------------------------ |
| 1999 | Toyota 1 SZ-FE 1.0l | VW 1.2l TDI         | Toyota Prius Hybrid                   | VW 1.9l TDI           | Audi 2.5l V6 TDI       | BMW M57D 3.0l       | BMW M67 3.9 L V8         |
| 2000 | Honda 1l IMA        | Toyota 1.3l VVTI    | Honda 1.8l (Accord)                   | Honda 2l (S2000)      | Alfa Romeo 2.5l V6     | BMW M57D 3.0l       | BMW M67 3.9 L V8         |
| 2001 | Honda 1l IMA        | VW 1.4l TDI         | BMW N42 1.8l                          | Honda 2l (S2000)      | PSA 2.2l HDI           | BMW M57D 3.0l       | BMW S54B 3.2l            |
| 2002 | Honda 1l IMA        | Honda 1.3l IMA      | Toyota 2 ZZ - GE 1.8 L VVTL-I         | Honda 2l (S2000)      | PSA 2.2l HDI           | BMW M57D 3.0l       | BMW S54B 3.2l            |
| 2003 | Honda 1l IMA        | Honda 1.3l IMA      | BMW/Chrysler 1.6l Tritec Supercharged | Honda 2l (S2000)      | BMW M54 2.5l           | Mazda 1.3 L Renesis | BMW S54B 3.2l            |
| 2004 | Honda 1l IMA        | Honda 1.3l IMA      | Toyota 1NZ-FXE 1.5l                   | Honda 2l (S2000)      | BMW M54 2.5l           | Mazda 1.3 L Renesis | BMW S54B 3.2l            |
| 2005 | Honda 1l IMA        | Fiat-GM 1.3l Diesel | Toyota 1NZ-FXE 1.5l                   | VW 2.0l FSI Turbo     | Honda 2.2l i-CTDI      | BMW M57TUD 3.0l     | BMW S54B 3.2l            |
| 2006 | Honda 1l IMA        | VW 1.4l TSI         | Toyota 1NZ-FXE 1.5l                   | VW 2.0l FSI Turbo     | Subaru 2.5l Turbo      | BMW M57TUD 3.0l     | BMW S54B 3.2l            |
| 2007 | Toyota 1KR-FE 1.0l  | VW 1.4l TSI         | BMW/PSA 1.6l Prince Turbo             | VW 2.0l FSI Turbo     | BMW N52 2.5l           | BMW N54B 3.0l       | Porsche 3.6l Turbo       |
| 2008 | Toyota 1KR-FE 1.0l  | VW 1.4l TSI         | BMW/PSA 1.6l Prince Turbo             | VW 2.0l FSI Turbo     | Subaru EJ257 2.5l      | BMW N54B 3.0l       | BMW S65B 4.0 L V8        |
| 2009 | Toyota 1KR-FE 1.0l  | VW 1.4l TSI         | BMW/PSA 1.6l Prince Turbo             | VW 2.0l FSI Turbo     | Mercedes-Benz 2.1l CGI | BMW N54B 3.0l       | BMW S65B 4.0 L V8        |
| 2010 | Toyota 1KR-FE 1.0l  | VW 1.4l TSI         | BMW/PSA 1.6l Prince Turbo             | BMW N47D 2l           | Audi 2.5l turbo (RS)   | BMW N54B 3.0l       | BMW S65B 4.0 L V8        |
| 2011 | Fiat Twin-Air 875cc | VW 1.4l TSI         | BMW/PSA 1.6l Prince Turbo             | BMW N47D 2l           | Audi 2.5l turbo (RS)   | BMW N54B 3.0l       | BMW S65B 4.0 L V8        |
| 2012 | Ford EcoBoost 1.0l  | VW 1.4l TSI         | BMW/PSA 1.6l Prince Turbo             | BMW N20B 2l           | Audi 2.5l turbo (RS)   | BMW N54B 3.0l       | BMW S65B 4.0 L V8        |
| 2013 | Ford EcoBoost 1.0l  | VW 1.4l TSI         | BMW/PSA 1.6l Prince Turbo             | BMW N20B 2l           | Audi 2.5l turbo (RS)   | Porsche 2.7l DI     | McLaren M838T 3.8l V8    |
| 2014 | Ford EcoBoost 1.0l  | VW 1.4l TSI         | BMW/PSA 1.6l Prince Turbo             | Mercedes-Benz M 133   | Audi 2.5l turbo (RS)   | BMW N55             | McLaren M838T 3.8l V8    |
| 2015 | Ford EcoBoost 1.0l  | PSA 1.2l Turbo      | BMW 1.5l Hybrid                       | Mercedes-Benz M 133   | Audi 2.5l turbo (RS)   | BMW N55             | McLaren M838T 3.8l V8    |
| 2016 | Ford EcoBoost 1.0l  | PSA 1.2l Turbo      | BMW 1.5l Hybrid                       | Mercedes-Benz M 133   | Audi 2.5l turbo (RS)   | Porsche 3l turbo    | Ferrari 3.9l bi turbo V8 |
| 2017 | Ford EcoBoost 1.0l  | PSA 1.2l Turbo      | BMW 1.5l Hybrid                       | Porsche 2-liter turbo | Audi 2.5l turbo (RS)   | Porsche 3l turbo    | Ferrari 3.9l bi turbo V8 |
| 2018 | VW 1.0l TSI         | PSA 1.2l Turbo      | BMW 1.5l Hybrid                       | Porsche 2-liter turbo | Audi 2.5l turbo (RS)   | Porsche 3l turbo    | Ferrari 3.9l bi turbo V8 |

| Jahr | Über 4.0 l                | Bester Elektroantrieb      | Spritsparendster           | Beste Neuentwicklung      | Bester Hochleistungsmotor | Int. Engine of the Year  |
| ---- | ------------------------- | -------------------------- | -------------------------- | ------------------------- | ------------------------- | ------------------------ |
| 1999 | BMW 5.34-liter V12        | nicht vergeben             | VW 1.2l TDI                | nicht vergeben            | nicht vergeben            | Toyota 1SZ-FE 1.0l       |
| 2000 | Ferrari 5.5-liter V12     | nicht vergeben             | Honda 1.0l IMA             | nicht vergeben            | nicht vergeben            | Honda 1.0l IMA           |
| 2001 | Ferrari 5.5-liter V12     | nicht vergeben             | Honda 1.0l IMA             | BMW S54 3.2l              | nicht vergeben            | BMW S54 3.2l             |
| 2002 | BMW 4.4-liter Valvetronic | nicht vergeben             | Honda 1.0l IMA             | BMW N62 4.4l              | nicht vergeben            | BMW N62 4.4l             |
| 2003 | VW 5-liter V10 TDi        | nicht vergeben             | Honda 1.3l IMA             | Mazda 1.3 L Renesis       | AMG M113 5.4l V8          | Mazda 1.3l Renesis       |
| 2004 | VW 5-liter V10 TDi        | nicht vergeben             | Honda 1.3l IMA             | Toyota 1NZ-FXE 1.5l       | AMG M275 6.0l V12         | Toyota 1NZ-FXE 1.5l      |
| 2005 | BMW 5-liter V10           | nicht vergeben             | Toyota 1NZ-FXE 1.5l        | BMW S85 5.0l V10          | BMW S85 5.0l V10          | BMW S85 5.0 L V10        |
| 2006 | BMW 5-liter V10           | nicht vergeben             | Toyota 1NZ-FXE 1.5l        | VW 1.4l TSI               | BMW S85 5.0l V10          | BMW S85 5.0 L V10        |
| 2007 | BMW 5-liter V10           | nicht vergeben             | Toyota 1NZ-FXE 1.5l        | BMW N54B 3.0l             | BMW S85 5.0l V10          | BMW N54B 3.0l            |
| 2008 | BMW 5-liter V10           | nicht vergeben             | Toyota 1NZ-FXE 1.5l        | BMW N47D 2.0l             | Porsche 3.6l Turbo        | BMW N54B 3.0l            |
| 2009 | Mercedes-AMG 6.2-liter    | nicht vergeben             | VW 1.4l TSI Twincharger    | Porsche 3,8l GT3          | AMG M156 6.2l V8          | VW 1.4 TSI               |
| 2010 | Mercedes-AMG 6.2-liter    | nicht vergeben             | Toyota 1.8l Hybrid         | Fiat 1.4l Turbo           | AMG M156 6.2l V8          | VW 1.4 TSI               |
| 2011 | Ferrari 4.5-liter V8      | nicht vergeben             | Fiat Twin-Air 875cc        | Fiat Twin-Air 875cc       | Ferrari 4.5l V8           | Fiat Twin-Air 875cc      |
| 2012 | Ferrari 4.5-liter V8      | nicht vergeben             | GM Voltec-Antrieb          | Ford EcoBoost 1.0l        | Ferrari 4.5l V8           | Ford EcoBoost 1.0l       |
| 2013 | Ferrari 6.3-liter V12     | nicht vergeben             | Fiat Twin-Air 875cc CNG    | VW 1.4 TSI ACT            | Ferrari 6.3l V12          | Ford EcoBoost 1.0l       |
| 2014 | Ferrari 4.5-liter V8      | nicht vergeben             | Elektromotor Tesla Model S | Mercedes-Benz M 133       | Ferrari 4.5 V8            | Ford EcoBoost 1.0l       |
| 2015 | Ferrari 4.5-liter V8      | nicht vergeben             | Elektromotor Tesla Model S | BMW 1.5l Hybrid           | Ferrari 4.5 V8            | BMW 1.5l Hybrid          |
| 2016 | Ferrari 6.3-liter V12     | nicht vergeben             | Elektromotor Tesla Model S | Ferrari 3.9l bi turbo V8  | Ferrari 3.9l bi turbo V8  | Ferrari 3.9l bi turbo V8 |
| 2017 | Ferrari 6.3-liter V12     | Elektromotor Tesla Model S | Elektromotor Tesla Model S | Honda 3.5-liter V6 hybrid | Ferrari 3.9l bi turbo V8  | Ferrari 3.9l bi turbo V8 |
| 2018 | Ferrari 6.3-liter V12     | Elektromotor Tesla Model S | Elektromotor Tesla Model S | Ferrari 6.5-liter V12     | Ferrari 3.9l bi turbo V8  | Ferrari 3.9l bi turbo V8 |

### Seit 2019
Im Jahr 2019 wurden für den Preis neue Kategorien festgelegt, die sich an der Leistung des Motors anstelle seines Hubraums orientieren.
| Jahr | International Engine of the Year | Unter 150 PS               | 150 PS bis 250 PS         | 250 PS bis 350 PS  | 350 PS bis 400 PS                | 400 PS bis 550 PS            |
| ---- | -------------------------------- | -------------------------- | ------------------------- | ------------------ | -------------------------------- | ---------------------------- |
| 2019 | Ferrari 3.9l Biturbo V8          | Ford 1.0l 3-Zylinder Turbo | Audi 2.0l 4-Zylinder TFSI | Porsche 2.5l Turbo | Jaguar Land Rover Elektroantrieb | Mercedes-AMG 4.0l Biturbo V8 |

| Jahr | 550 PS bis 650 PS       | Über 650 PS             | Beste Neuentwicklung             | Bester Hybridantrieb       | Bester Hochleistungsmotor | Bester Elektroantrieb            |
| ---- | ----------------------- | ----------------------- | -------------------------------- | -------------------------- | ------------------------- | -------------------------------- |
| 2019 | Ferrari 3.9l Biturbo V8 | Ferrari 3.9l Biturbo V8 | Jaguar Land Rover Elektroantrieb | BMW 1.5l 3-Zylinder Hybrid | Ferrari 3.9l Biturbo V8   | Jaguar Land Rover Elektroantrieb |

### Rangliste
Die folgenden Hersteller gewannen den Award mehrmals in den 21 Jahren, in denen er bisher verliehen wurde (bis einschließlich 2019):
| Hersteller         | Siege | Bemerkungen                                                          |
| ------------------ | ----- | -------------------------------------------------------------------- |
| BMW                | 71    | Inklusive Motoren entwickelt in Kooperation mit PSA und mit Chrysler |
| Volkswagen AG      | 47    | Motoren der Marken Volkswagen (25), Audi (12) und Porsche (10)       |
| Ferrari            | 30    |                                                                      |
| Honda              | 23    |                                                                      |
| Toyota             | 22    |                                                                      |
| PSA                | 14    | Inklusive Motoren entwickelt in Kooperation mit BMW                  |
| Mercedes           | 14    | Inklusive DaimlerChrysler                                            |
| FCA                | 11    | Motoren der Marken Fiat (7), Chrysler (3) und Alfa Romeo (1)         |
| Ford               | 11    |                                                                      |
| Tesla              | 7     |                                                                      |
| Mazda              | 4     |                                                                      |
| General Motors     | 4     | Inklusive Saab sowie Motoren entwickelt in Kooperation mit Fiat      |
| McLaren Automotive | 3     |                                                                      |
| Jaguar Land Rover  | 3     |                                                                      |
| Subaru             | 2     |                                                                      |

(ehemalige Auszeichnungen für „bestes Konzept“ und „bester umweltfreundlicher Motor“ sind mit berücksichtigt)